# Монро (окръг, Уисконсин)
Вижте пояснителната страница за други значения на Монро.
Окръг Монро (на английски: Monroe County) е окръг в щата Уисконсин, Съединени американски щати. Площта му е 2352 km², а населението - 46 274 души (1 април 2020). Административен център е град Спарта.